# Windows Recovery Environment
Windows Recovery Environment (zkráceně Windows RE nebo WinRE) je prostředí společnosti Microsoft určené k diagnostice počítače a vybavené nástroji pro obnovu poškozeného systému Windows. Toto prostředí vychází z Windows Preinstallation Environment verze 2.0, které nabízí Microsoft výrobcům počítačů pro zvýšení komfortu uživatelům při řešení problémů.
Windows RE je „instalován“ na samostatný oddíl disku, který je skrytý a spouští se klávesovou zkratkou F8 při startu počítače podobně jako když chcete přejít do nouzového režimu Windows. Pokud je Windows RE nainstalován je v nabídce navíc položka Opravit tento počítač, kterou se Windows RE spouští. Nevýhodou tohoto řešení je že pokud se poškodí zavaděč Windows, není možné tuto funkci spustit i když je Windows RE na jiném oddílu disku.
Microsoft umožňuje Windows RE výrobcům upravit a přidat vlastní nástroje pro automatickou obnovu do továrního nastavení nebo přidání dalších jiných nástrojů.